# محمود الحسنات
محمود سلمان جبريل الحسنات داعية، وخطيب، وكاتب فلسطيني (ولد في مخيم جباليا، 1989م)، مقيم في تركيا، نشأ وترعرع في قطاع غزة، يعتبر واحداً من مشاهير اليوتيوب في الوطن العربي؛ إذ يتابعه أكثر من 5 مليون متابع حتى تاريخ 25 تشرين الثاني 2023، وأكثر من 6.3 مليون متابع على الفيسبوك، ونحو 196 ألف على تويتر. في عام 2006 حصل على المركز الأول على مستوى فلسطين في مسابقة في فن الخطابة، في 27 نيسان 2018 توج الشيخ محمود الحسنات بلقب جائزة «خطيب الفقراء» كأفضل خطيب في الوطن العربي والإسلامي. اهتم بالرياضة وكرة القدم حيث لعب حارسًا للمرمى في أحد أندية غزة المحلية، وكان خطيبًا للجمعة بنفس الوقت. يهتم في دعم المظلومين ودعم الشعب السوري في ثورته ضد نظام بشار الأسد.

## مؤلفات
له عدة كتب منها:
- تغاريد 1، 2014
- جواز سفر، 2019.[7][8]

## اعتقاله في السودان
بعد إقامته لنحو من 3 سنوات في السودان لإكمال دراسته، وفي 26 يوليو 2020 إعتقلته السلطات السودانية لعدة أسابيع بحجة أنه شارك في مظاهرات ولكنه نفى ذلك؛ ولم تقدم السلطات أي دليل على ذلك فأفرجت عنه، مما أثار الكثير من ردود الفعل. لاحقاً وبعد الإفراج عنه خرج محمود الحسنات من السودان وتوجه لتركيا لإكمال دراسته.